# Giberelin

Struktura giberelinu A3 (kyseliny giberelové)

Gibereliny jsou skupinou fytohormonů na bázi kyseliny giberelové (GA3).

## Struktura
Chemicky jsou podobné diterpenům, mají 19 nebo 20 uhlíků. Giberelin byl objeven v 20. letech 20. století v Japonsku v houbě Giberella fujikuroi, která způsobuje chorobu bakanae. Reverzibilně ho lze inaktivovat konjugací s glukosou. Vzniká v mladých listech, vzrostných vrcholech, kořenech a klíčících semenech. Jeho biosyntéza probíhá ve třech kompartmentech:
- v plastidech od dimetylallylpyrofosfátu po ent-kauren (Ten je již cyklický a obsahuje konečný počet uhlíků)
- dále na endoplazmatickém retikulu
- dokončuje se v cytosolu

## Přenos signálu
Receptorem giberelinů je proteinový komplex SCF, jehož aktivita směřuje cílové molekuly k degradaci. Signál vede k odstranění represorových proteinů s doménou DELLA (komplex se specifickou aminokyselinovou sekvencí aspartát, glutamát, leucin, alanin) z promotoru giberelinem indukovaných časných genů. Ty se začnou transkribovat a jejich produkty se pak navážou na promotory giberelinem indukovaných pozdních genů a indukují jejich transkripci. Mezi tyto pozdní geny patří například α-amyláza, jejíž expresi giberelin indukuje při klíčení. Tato amyláza je produkována buňkami aleuronové vrstvy do endospermu, který štěpí a aktivuje tím pro rostlinu zásobní látky, aby mohla rostlina vyklíčit.
Existuje ještě další signální dráha giberelinu, ta je závislá na vápenatých iontech a jejím výsledkem je pučení váčků z endoplazmatického retikula a jejich exocytóza. Právě tato dráha dopravuje při klíčení amylázu ven z buněk aleuronové vrstvy do endospermu.

## Funkce
Stimuluje mitózu, růst internodií a listů. Nestimuluje růst kořenů. Ovlivňuje aktivitu amylázy v klíčících obilkách, čímž zprostředkovává indukci klíčení. Indukuje kvetení u dlouhodenních rostlin, omezuje tvorbu samčích květů, zkracuje juvenilní periodu, někdy mění fotoperiodickou adaptaci rostlin.